# Lepidobolus
Lepidobolus là một chi thực vật có hoa trong họ Restionaceae.